# Magyar Képregény Akadémia
A Magyar Képregény Akadémia egy magyar képregényes alkotóközösség, bejegyzett egyesület. Önironikus nevével ellentétben nem képviseli semmilyen hivatalos álláspontot, illetve oktatói tevékenységet sem végez. 2004 májusában alapították és változó tagsággal és intenzitással ugyan, de azóta is aktív maradt. Fő tevékenysége saját munkáik közreadása képregény-folyóiratuk, a Pinkhell, illetve rendezvényekhez kapcsolódó kiállítások formájában. 2012-ben az egyesület beszüntette tevékenységét.

## Megalakulása
A Magyar Képregénykiadók Szövetségének tagja. 2005-ben egyesületté alakult, 2008 óta mint Magyar Képregény Akadémia Művészeti és Kulturális Közhasznú Egyesület működik tovább.
Ma, 2004. május 1-én, bejelentjük a Magyar Képregény Akadémia megalakulását. Az Akadémiának – politikai hovatartozástól, vallási meggyőződéstől, vagy bármiféle elkötelezettségtől függetlenül – tagja lehet mindenki, aki szívén viseli a magyar képregény sorsát, és annak fejlődését, kibontakozását tevőlegesen és kellően magas színvonalon elősegíti. Az Akadémia maga választja meg tagjait, azok érdemeit, munkásságát szigorúan és elfogulatlanul szem előtt tartva.

### Tevékenysége
- 2005-ben az Akadémia rovatot indított a MoziNet magazinban. Az egyoldalas képregényes filmparódiák Kimaradt jelenetek címmel jelentek meg.
- Első kiállításukat 2005 májusában (A torony – Retorta Galéria), első, kiállítással egybekötött rendezvénysorozatukat pedig 2005 júniusában A képregény világnapja címmel rendezték meg, az Erzsébet téri Gödör Klubban. Ezt követően 2008 májusáig újabb huszonkét kiállítást szerveztek szerte az országban, illetve a határon túl is. Részt vettek egyéb olyan művészeti tárlatokon is, melyek közvetett vagy közvetlen kapcsolatban álltak a képregénnyel. Így a Budapesti Őszi Fesztivál keretében első alkalommal megrendezett Körút Fesztiválon is képviseltették magukat. A Kockáról-kockára névre hallgató bemutató azóta vándorkiállítássá alakulva járja Budapest, később pedig az egész ország azon fiatalok látogatta szórakozóhelyeit, ahol a műfaj potenciális befogadói közegre lelhet.
- 2005 óta jelenik meg az MKA hivatalos lapja, a PinkHell. A színes, változó terjedelmű, A4-es formátumú magazin az egyesület tagjainak alkotásaiból közöl válogatást, és sokáig az egyetlen olyan lap volt (2008 májusában megjelent a színtéren a ZAP képregénymagazin /Roham Kiadó/), ami kizárólag magyar alkotók képregényeit közölte. A kiadvány a nagyobb képregényes rendezvényeken, illetve alternatív terjesztői hálózaton keresztül szerezhető be.
- KÉP, REGÉNY, SZABADSÁG – 1956.[2] 2007 őszén az ARC és a Magyar Képregény Akadémia, valamint további képregényalkotók közös projekttel készültek az 1956-os forradalom 51. évfordulójának megemlékezésére. Hat, egyenként hat oldalas történetet meséltek el képregényben, melyekben különböző szemszögekből – a gyermek, a munkás, a politikus, és a diák figuráján keresztül – láttatták a forradalom eseményeit. A művek óriásplakát formában kerültek kiállításra az Ötvenhatosok terén és 2007. október 20-ától november 4-éig voltak megtekinthetőek. (A projekt kurátora Bolgár Eszter /ARC/, történész szakértője Eörsi László volt.)
- Szintén 2005 óta szerveznek képregényiskolát különféle, a műfajhoz kapcsolódó rendezvényeken.
- Előadásokat tartanak a képregény-készítésről a képregényes közegen kívül is. 2005-ben és 2006-ban a MoziNet-sátor vendégeiként résztvevői voltak a Sziget Fesztiválnak. 2008-ban már önálló helyszínnel, a Képregénysátorral képviseltették magukat a fesztivál Civil Sziget „falujában" (augusztus 15-17.). 2007 szeptemberében a Csatorna Média Fesztiválon[3] (Millenáris Park) tartottak előadásokat.
- A médián keresztül is népszerűsítik a kilencedik művészeti ágat. Tagjaik szerepeltek már a Magyar Televízió Kultúrház című műsorában, a Duna TV-ben, a TV2-n, az RTL Klubon, az Echo vagy a Fix.TV-ben, Képregényiskola néven önálló műsorral jelentkeztek a Filmmúzeumon.

## Tagjai
- Bayer Antal[4] (író)
- Cserkuti Dávid[5] (író/rajzoló)
- Fábián István / Fabe (rajzoló)

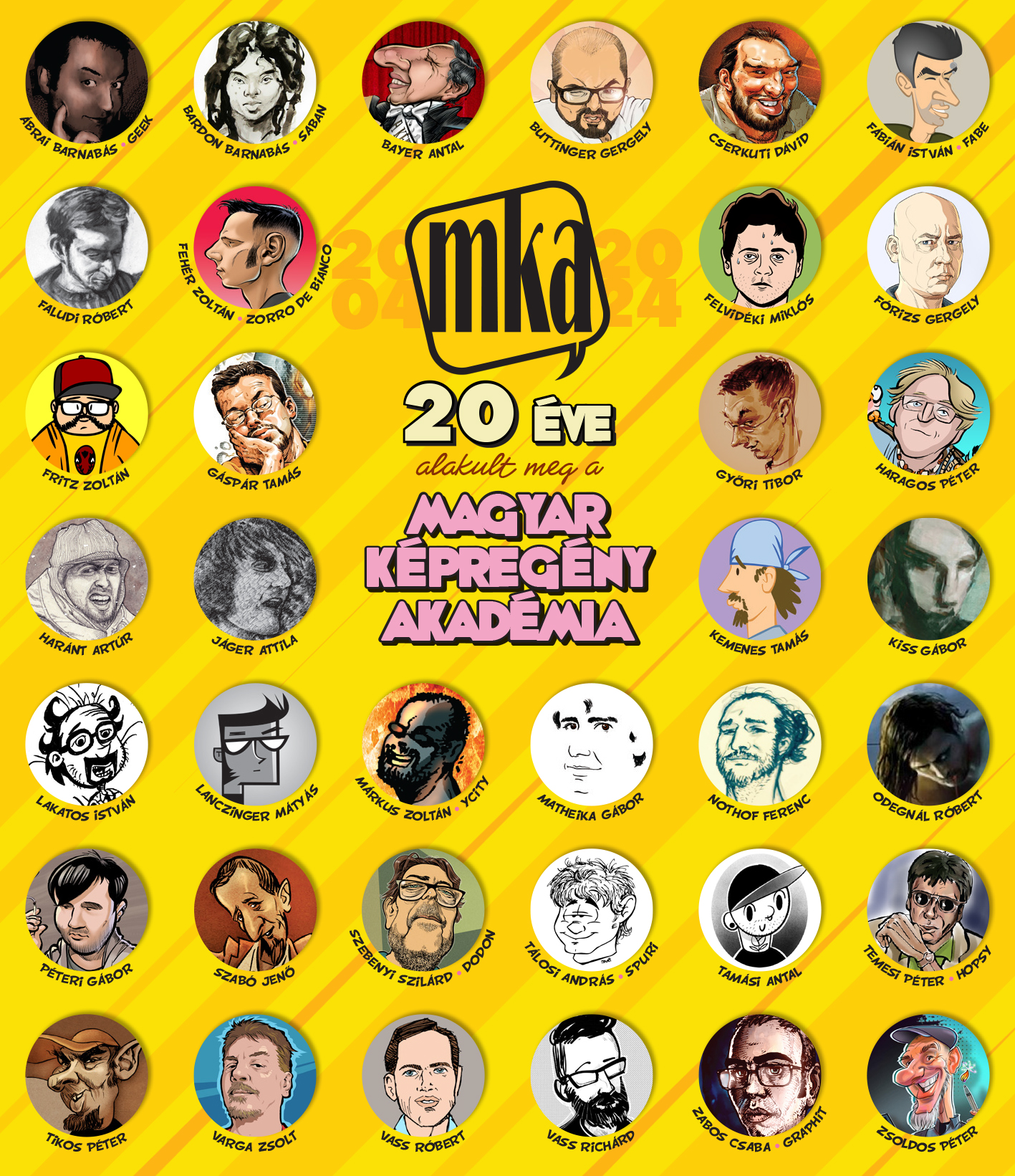
Tablókép a Magyar Képregény Akadémia tagjairól (2004–2024).

- Fehér Zoltán / Zorro de Bianco[6] (író/rajzoló)
- Felvidéki Miklós[7] (író/rajzoló)
- Fritz Zoltán[8] (rajzoló)
- Fórizs Gergely[9] (író/rajzoló)
- Gáspár Tamás[10] (rajzoló)
- Győri Tibor[11] (író/rajzoló)
- Halmi Zsolt[12] (rajzoló)
- Haragos Péter[13] (író/rajzoló)
- Haránt Artúr[14] (író/rajzoló)
- Jáger Attila[15] (író/rajzoló)
- Lakatos István (író/rajzoló)
- Lanczinger Mátyás[16] (író/rajzoló)
- Matheika Gábor[17] (író/rajzoló)
- Pásztor Tamás[18] (író/rajzoló)
- Szabó Jenő[19] (író)
- Tálosi András[20] (író/rajzoló)
- Tikos Péter[21] (rajzoló)
- Vass Richárd[22] (író/rajzoló)
- Vincze Nóra (író/rajzoló)
- Zabos Csaba / Graphit[23] (rajzoló)
- Zsoldos Péter[24] (író/rajzoló)

## Az elnökség tagjai
- Fehér Zoltán / Zorro de Bianco (elnök; 2004-től 2010-ig)
- Tikos Péter (elnök; 2010-től 2011-ig)
- Cserkuti Dávid (művészeti vezető)
- Fritz Zoltán (titkár)
- Szabó Jenő (pénzügy)

## Hivatalos lapja
A PinkHell, megjelenik félévente. ISSN 1787-7172 Főszerkesztő: Tikos Péter

## Alfabéta-díjasok
A Magyar Képregény Akadémia tagjai közül az elmúlt négy évben a következő alkotók nyerték a hazai képregényes szakma Alfabéta-díját:
- 2006 – Odegnál Róbert: A rév I. - A hívó (Kép-regény kategória)
- 2007 – Vass Richárd: Vasárnapi szafari (Kép-novella kategória)

Cserkuti Dávid: 8 perc (Kép-perc kategória)
- 2008 – Szabó Jenő – Gáspár Tamás: Parlamenti túlóra (Kép-novella kategória)

Haragos Péter: Strip (Kép-sor kategória)
Legjobb képregényes címlap (ebben a kategóriában több szavazási forduló után sem sikerült győztest hirdetni, így a zsűri öt alkotást részesít oklevélben – valamennyi díjazott MKA tag):
Ábrai Barnabás (Panel 5),
Felvidéki Miklós (Pinkhell 4),
Gáspár Tamás (Pinkhell 3)
Zorro de Bianco (Eduárd 9 és Papírmozi 3).
- 2009 – Lakatos István: Miserere Homine (Kép-novella kategória)

## Kiállítások

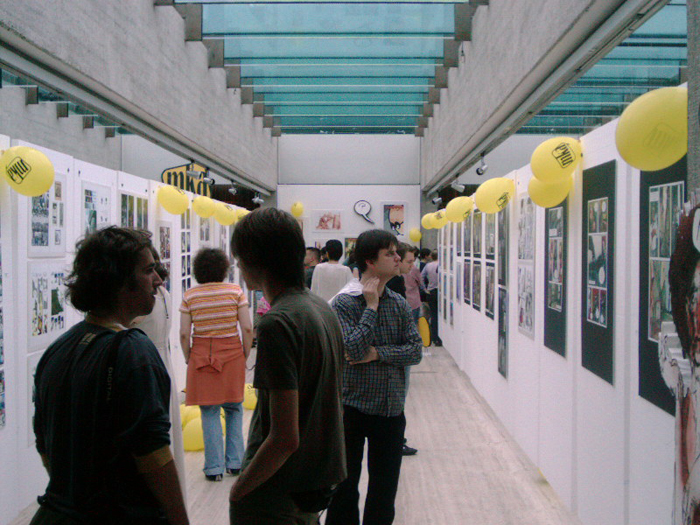
A Képregény Világnapja az MKA szervezésében (2005. június 4., Gödör Klub)

- 2005. február 23. – Kis Magyar Képregénytörténet (1865–2005), Budapest, kArton Galéria
- 2005. május 23. – Torony (a Magyar Képregény Akadémia kiállítása), Retorta Galéria, Bp.
- 2005. június 4. – A Képregény Világnapja – Gödör Klub, Budapest
- 2005. június 18. – 6. Kecskeméti Animációs Filmfesztivál – Tiszti Klub, Kecskemét
- 2005. október 13. – DesignKonténer (MKA képregényes konténer) – Viking Harisnyagyár, Budapest
- 2005. november 26. – Hungarocomix 2005 – Sugár Áruház, Budapest
- 2005. december 12. – A magyar képregény mesterei – Városháza Galéria, Pestszentlőrinc
- 2006. március 5. – II. Magyar Képregényfesztivál – Millenáris Teátrum, Budapest
- 2006. április 15. – KOMIKON (I. Pécsi Képregénykonferencia) – Apolló Mozi, Pécs
- 2006. május 13. – Szabadkai Nemzetközi Animációs Fesztivál – Szabadka
- 2006. szeptember 6. – 29. – Nyírségi ősz – Váci Mihály Művelődési Központ, Nyíregyháza
- 2006. október 28. – Az animáció világnapja – Uránia mozi, Budapest
- 2006. november 30. – ANIFEST4 – Uránia mozi, Budapest
- 2006. december – Hungarocomix 2006 – Sugár Áruház, Budapest
- 2007. március 26-31. – III. Magyar Képregényfesztivál – Gödör Klub, Budapest
- 2007. június 20-24. – 8. Kecskeméti Animációs Filmfesztivál – Erdei Ferenc Művelődési Központ, Kecskemét
- 2007. július 5-30. – 12. LMBT Fesztivál – Vismajor kávézó és galéria, Budapest
- 2007. augusztus 24-26. – Képregény és diafilm mustra – P'Art mozi, Szentendre
- 2007. szeptember – 22. Helsinki Képregényfesztivál (Finnország)
- 2007. október 20 - november 4. – KÉP, REGÉNY, SZABADSÁG[25] – Ötvenhatosok tere, Budapest
- 2007. december 2. – Hungarocomix 2007 – Aranytíz Művelődési Központ, Budapest
- 2008. január 21. – Margók nélkül a világ – Városháza Galéria, Pestszentlőrinc
- 2008. április 18. – FrameUp – Holdudvar Galéria, Margitsziget, Budapest
- 2008. május 17-18. – IV. Magyar Képregényfesztivál – Gödör Klub, Budapest
- 2010. december 14 – 2011. január 18. – Pinkhell – a Magyar Képregény Akadémia kiállítása – Bartók 32 Galéria, Budapest

## Rajziskolák
- 2005. április 9. – I. Magyar Képregényfesztivál – Almássy Téri Szabadidőközpont, Budapest
- 2005. május 23. – Torony (a Magyar Képregény Akadémia kiállítása), Retorta Galéria, Budapest
- 2005. augusztus 13. – SZIGET FESZTIVÁL – Óbudai-sziget, Budapest
- 2005. november 26. – Hungarocomix 2005 – Sugár Áruház, Budapest
- 2006. február 19. – Képregényes nap a Bálint Házban – Bálint Zsidó Közösségi Ház, Budapest
- 2006. március 4. – Válaszd a tudást! – MTV2
- 2006. március 5. – II. Magyar Képregényfesztivál – Millenáris Teátrum, Budapest
- 2006. május 27. – MOME Bazár – Moholy-Nagy Művészeti Egyetem, Budapest
- 2006. augusztus 12. – SZIGET FESZTIVÁL – Óbudai-sziget, Budapest
- 2006. október 28. – Az animáció világnapja – Uránia mozi, Budapest
- 2006. december – Hungarocomix 2006 – Sugár Áruház, Budapest
- 2007. március 26-31. – III. Magyar Képregényfesztivál – Gödör Klub, Budapest
- 2007. augusztus 24-26. – Képregény és diafilm mustra – P'Art mozi, Szentendre
- 2007. december 2. – Hungarocomix 2007 – Aranytíz Művelődési Központ, Budapest
- 2008. május 17-18. – IV. Magyar Képregényfesztivál – Gödör Klub, Budapest

## Médiaszereplések
- 2005. február 17. – A Fekete-fehér Képregényantológia pályázatának nyertesei az MKA tagjai is – Kultúrház (M2)[26]
- 2005. május 23. – Torony I. (Képregénykiállítás a Retorta Galériában)[27]
- 2005. május 23. – Torony II. (Képregénykiállítás a Retorta Galériában)[28]
- 2005. május 23. – Torony III. (Képregénykiállítás a Retorta Galériában)[29]
- 2005. június 4. – A Képregény Világnapja I. (Gödör Klub)[30]
- 2005. június 4. – A Képregény Világnapja II. (Gödör Klub)[31]
- 2005. június 4. – A Képregény Világnapja III. (Gödör Klub)[32]
- 2005. június 12. – A képregény világnapja, Kultúrház (M2)[33]
- 2005. szeptember 2. – MKA a képregénygenerátorról, Kultúrház (M2)[34]
- 2005. október 22. – DesignKonténer kiállítás, Laktérítő (TV2)[35]
- 2006. február 19. – Képregényes nap a Bálint Zsidó Közösségi Házban (Echo TV)[36]
- 2006. március 2. – A II. Magyar Képregényfesztivál, Kultúrház (M2)[37]
- 2006. március 2. – MKA-óriásképregények (Duna TV)[38]
- 2006. március 4. – Családi délelőtt I. (M2)[39]
- 2006. március 4. – Családi délelőtt II. (M2)[40]
- 2006. március 4. – Családi délelőtt III. (M2)[41]
- 2006. március 12. - Interjú az Echo Tévében
- 2006. március 25. – Képregényes nap a Filmmúzeumon I.[42]
- 2006. március 25. – Képregényes nap a Filmmúzeumon II.[43]
- 2006. március 25. – Képregényes nap a Filmmúzeumon III.[44]
- 2006. március 25. – Képregényes nap a Filmmúzeumon IV.[45]
- 2006. május 13. – Szabadkai Nemzetközi Animációs Fesztivál (Szabadkai Állami Televízió)[46]
- 2006. május 24. – A II. Magyar Képregényfesztivál, Fókusz (RTL Klub) – Díszletek: az MKA-óriásképregényei
- 2007. február 3. - Képregény a spanyol demokráciában 1975-2005 (HírTv)[47]
- 2007. szeptember 27. – 22. Helsinki Képregényfesztivál (Finnország), Kultúrház (M2)[48]
- 2007. december 5. – Gáspár Tamás és Cserkuti Dávid: Unicum illusztrációk, Kultúrház (M2)[49]
- 2008. május 1. – FrameUp a Holdudvarban, Kultúrház (M2)[50]

## Külső hivatkozások
- A Magyar Képregény Akadémia blogja
- MKA a Képregény.Neten.[halott link]